# Cesare De Silvestri
Cesare De Silvestri (Viterbo, 31 agosto 1926 – Roma, 21 settembre 2009) è stato uno psichiatra e psicoterapeuta italiano.
Dal 1974 alla morte ha contribuito alla diffusione in Italia della prospettiva psicoterapeutica cognitivo-comportamentale di Albert Ellis (Rational-Emotive Therapy (RET), successivamente Rational-Emotive Behaviour Therapy (REBT) - psicoterapia RET - REBT).
Dopo aver vissuto per molti anni nei paesi anglosassoni ed essersi formato, con Albert Ellis stesso, presso l'Istituto di Terapia Razionale Emotiva di New York, si stabilisce a Roma e, durante la seconda metà degli anni Settanta, fonda nella capitale l'"Institute for Rational-Emotive Therapy – Italy". Il nome dell'Istituto, seguendo le trasformazioni della sede centrale di New York, è divenuto successivamente "Institute for Rational-Emotive Behaviour Therapy – Italy" e, infine, "Albert Ellis Institute – Italy".